# Lizenz zum Töten (Computerspiel)
Lizenz zum Töten ist ein Computerspiel aus dem Jahr 1989, das auf dem gleichnamigen James-Bond-Film basiert.

## Technik
- Das Spiel wird aus der Vogelperspektive gespielt.
- Innerhalb eines Levels kann es passieren, dass die Spielfigur ihr Fahrzeug verlassen muss, um zu Fuß weiterzukommen.
- Waffenwechsel sind möglich. Man kann seine Pistole z. B. auch gegen eine Maschinenpistole tauschen. Die Veränderungen betreffen allerdings nur die Feuerrate.
- Das Spiel bietet keine Speicherfunktion.

## Besonderheiten
- Das Cover variierte von Land zu Land. Es gab auch eine Version, deren Cover ein Vorabposter mit Timothy Dalton und seiner goldenen Walther PP zeigte.
- Eine Umsetzung war auch für das NES geplant und wurde entwickelt. Bei Fertigstellung war der Kinostart des Filmes zu lange her, sodass eine Vermarktung Domark nicht mehr sinnvoll erschien.
- Das Spiel erschien ursprünglich als DOS-Version und wurde dann auf Amiga, Amstrad CPC, Atari ST, BBC Micro, Commodore 64, MSX und ZX Spectrum portiert.

## Rezeption
Sprites, Scrolling und Animationen seien gelungen. Bei der Vertonung komme die Filmmusik gut zum Tragen. Die Zeitschrift Aktueller Software Markt verlieh die Auszeichnung ASM Hit. Der Schwierigkeitsgrad sei hoch. Die Konvertierung auf Atari ST sei gelungen. Auf dem C 64 sei die Steuerung bereits nicht mehr spielbar und grafisch müssten starke Abstriche hingenommen werden.